# Tan Yayun
Tan Yayun (en chino: 谭亚运; 18 de noviembre de 1992) es una deportista china que compitió en halterofilia. Ganó dos medallas de oro en el Campeonato Mundial de Halterofilia, en los años 2013 y 2014.

## Palmarés internacional
| Campeonato Mundial | Campeonato Mundial  | Campeonato Mundial | Campeonato Mundial |
| Año                | Lugar               | Medalla            | Categoría          |
| ------------------ | ------------------- | ------------------ | ------------------ |
| 2013               | Breslavia (Polonia) | Medalla de oro     | 48 kg              |
| 2014               | Almaty (Kazajistán) | Medalla de oro     | 48 kg              |